# Utes de l'Utah
Les Utes de l'Utah (en anglais : Utah Utes) sont un club omnisports universitaire de l'université de l'Utah à Salt Lake City qui se référent aux 17 équipes sportives féminines et masculines représentant l'Université Tulane lesquelles participent aux compétitions universitaires organisées par la National Collegiate Athletic Association au sein de sa Division I.
Ses équipes sportives sont membres de la Big 12 Conference. Son équipe de football américain évolue en NCAA Division I Football Bowl Subdivision (FBS).
Le département des sports fait référence au nom de la tribu amérindienne des Utes.

## Sports représentés
| Hommes (8)                                  | Femmes (11)       |
| ------------------------------------------- | ----------------- |
| Baseball                                    | Athlétisme †      |
| Basketball                                  | Basketball        |
| Football américain                          | Beach volley      |
| Golf                                        | Cross country     |
| Lacrosse                                    | Football (soccer) |
| Natation/Plongeon                           | Gymnastique       |
| Tennis                                      | Natation/Plongeon |
|                                             | Softball          |
|                                             | Tennis            |
|                                             | Volley-ball       |
| Équipe mixte de ski                         |                   |
| † – Athlétisme en salle et/ou en plein air. |                   |

## Football américain

Le logo « Drum and Leather » (Tambour et Cuir) de l'Utah, utilisé pour le football américain.

Le programme de football américain est créé en 1892.

### Descriptif avant la saison 2024
- Couleurs :    (Rouge, blanc et noir)

- Dirigeants :
  - Directeur sportif : Mark Harlan (en)
  - Entraîneur principal : Kyle Whittingham (en), 20e saison, bilan : 154 - 74 (67,5 %)

- Stade
  - Nom : Rice-Eccles Stadium
  - Capacité : 51 444
  - Surface de jeu : pelouse artificielle (Fieldturf)
  - Lieu : sur le campus, Salt Lake City, Utah

- Conférence :
  - Actuelle : Big 12 Conference, (depuis 2024)
  - Ancienne : 
    - Indépendants (1892–1909)
    - Rocky Mountain Athletic Conference (en) (1910–1937)
    - Mountain States Conference (en) (1938–1961)
    - Western Athletic Conference (1962–1998)
    - Mountain West Conference (1999–2010)
    - Pacific-12 Conference, Division South (2011-2023)

- Internet :
  - Nom site Web : utahutes.com
  - URL : https://utahutes.com/sports/football

- Bilan des matchs :
  - Victoires : 719 (59,6%)
  - Défaites : 482
  - Nuls : 31

- Bilan des Bowls :
  - Victoires : 17 (58,6%)
  - Défaites : 9

- College Football Playoff : -

- Titres :
  - Nationaux : 0
  - Nationaux non réclamés : 1 (2008)
  - Conférence : 26
  - Division South de la Pac-12 : 4 (2015, 2018, 2019, 2021)

- Joueurs :
  - Vainqueurs du Trophée Heisman : 0
  - Sélectionnés All-American : 10

- Hymne : Utah Man (en)
- Mascotte : Whoop
- Fanfare : Pride of Utah (en)

- Rivalités :
  - Colorado (en)
  - BYU (Brigham Young) (en)
  - Utah State

### Palmarès
- Titre national non réclamé  :

En 2008, les Utes de l'Utah sont champions de la Mountain West Conference. Invaincus, ils sont classés 7e équipe du pays dans les classements Associated Press et USA Today parus après la saison régulière. Ils ne sont cependant pas sélectionné pour disputer la finale nationale, le BCS National Championship Game 2009. Ils rencontrent et battent le Crimson Tide de l'Alabama classé No 4 lors du Sugar Bowl. Ils terminent avec un bilan de treize victoires sans défaite et sont la seule équipe invaincue de la NCAA Division I FBS. Ils sont alors classés No 2 par l'Associated Press (avec 16 votes de première place) derrière Florida (48 votes de première place) et No 4 par USA Today. Deux autres organismes de sélection (Anderson & Hester (en), Wolfe) les placeront No 1 mais l'université ne réclamera pas le titre de champion,.
- Champions de conférence :

Utah a remporté 26 titres de conférence dont cinq à égalité (†) :
| Saison | Conférence                              | Entraîneur              | Bilan global | Bilan de conférence |
| ------ | --------------------------------------- | ----------------------- | ------------ | ------------------- |
| 1922   | Rocky Mountain Athletic Conference (en) | Thomas Fitzpatrick (en) | 7–1          | 5–0                 |
| 1926   | Rocky Mountain Athletic Conference (en) | Ike Armstrong (en)      | 7–0          | 5–0                 |
| 1928   | Rocky Mountain Athletic Conference (en) | Ike Armstrong (en)      | 5–0–2        | 4–0–1               |
| 1929   | Rocky Mountain Athletic Conference (en) | Ike Armstrong (en)      | 7–0          | 6–0                 |
| 1930   | Rocky Mountain Athletic Conference (en) | Ike Armstrong (en)      | 8–0          | 7–0                 |
| 1931   | Rocky Mountain Athletic Conference (en) | Ike Armstrong (en)      | 7–2          | 6–0                 |
| 1932   | Rocky Mountain Athletic Conference (en) | Ike Armstrong (en)      | 6–1–1        | 6–0                 |
| 1933†  | Rocky Mountain Athletic Conference (en) | Ike Armstrong (en)      | 5–3          | 5–1                 |
| 1938   | Mountain States Conference (en)         | Ike Armstrong (en)      | 7–1–2        | 4–0–2               |
| 1940   | Mountain States Conference (en)         | Ike Armstrong (en)      | 7–2          | 5–1                 |
| 1941   | Mountain States Conference (en)         | Ike Armstrong (en)      | 6–0–2        | 4–0–2               |
| 1942†  | Mountain States Conference (en)         | Ike Armstrong (en)      | 6–3          | 5–1                 |
| 1947   | Mountain States Conference (en)         | Ike Armstrong (en)      | 8–1–1        | 6–0                 |
| 1948   | Mountain States Conference (en)         | Ike Armstrong (en)      | 8–1–1        | 5–0                 |
| 1951   | Mountain States Conference (en)         | Jack Curtice (en)       | 7–4          | 4–1                 |
| 1952   | Mountain States Conference (en)         | Jack Curtice (en)       | 6–3–1        | 5–0                 |
| 1953   | Mountain States Conference (en)         | Jack Curtice (en)       | 8–2          | 5–0                 |
| 1957   | Mountain States Conference (en)         | Jack Curtice (en)       | 6–4          | 5–1                 |
| 1964†  | Western Athletic Conference             | Ray Nagel (en)          | 9–2          | 3–1                 |
| 1995†  | Western Athletic Conference             | Ron McBride (en)        | 7–4          | 6–2                 |
| 1999†  | Mountain West Conference                | Ron McBride (en)        | 9–3          | 5–2                 |
| 2003   | Mountain West Conference                | Urban Meyer             | 10–2         | 6–1                 |
| 2004   | Mountain West Conference                | Urban Meyer             | 12–0         | 7–0                 |
| 2008   | Mountain West Conference                | Kyle Whittingham (en)   | 13–0         | 8–0                 |
| 2021   | Pacific-12 Conference                   | Kyle Whittingham (en)   | 10–4         | 8–1                 |
| 2022   | Pacific-12 Conference                   | Kyle Whittingham (en)   | 10–4         | 7–2                 |
- Champions de division :

Utah a remporté quatre titres de division (Div. South de la Pac-12) dont un à égalité (†)
| Saison | Conférence | Division | Entraîneur            | Finale de conférence                                                                | Finale de conférence                                                                |
| ------ | ---------- | -------- | --------------------- | ----------------------------------------------------------------------------------- | ----------------------------------------------------------------------------------- |
| Saison | Conférence | Division | Entraîneur            | Adversaire                                                                          | Résultat                                                                            |
| 2015†  | Pac-12     | South    | Kyle Whittingham (en) | USC est désignée pour la finale de conférence en fonction des critères de départage | USC est désignée pour la finale de conférence en fonction des critères de départage |
| 2018   | Pac-12     | South    | Kyle Whittingham (en) | Huskies de Washington                                                               | P, 03–10                                                                            |
| 2019   | Pac-12     | South    | Kyle Whittingham (en) | Ducks de l'Oregon                                                                   | P, 15–37                                                                            |
| 2021   | Pac-12     | South    | Kyle Whittingham (en) | Ducks de l'Oregon                                                                   | G, 38–10                                                                            |

### Bowls
Les Utes ont disputé 26 bowls de fin de saison et en ont remporté 17 dont six bowls majeurs : les Las Vegas Bowl 1999 et 2001, le Liberty Bowl 2003, le Fiesta Bowl 2005, le Emerald Bowl 2006, le Sugar Bowl 2009.
Par contre, le Pineapple Bowl 1947 (en) n'as pas été considéré par la NCAA comme un bowl mais comme un match de saison régulière.
| Saison | Bowl                      | Entraîneur                          | Adversaire                              | Résultat | Classements | Classements |
| ------ | ------------------------- | ----------------------------------- | --------------------------------------- | -------- | ----------- | ----------- |
| Saison | Bowl                      | Entraîneur                          | Adversaire                              | Résultat | AP          | USA Today   |
| 1938   | Sun Bowl 1939             | Ike Armstrong (en)                  | Lobos du Nouveau-Mexique                | G, 26–0  | -           | -           |
| 1946   | Pineapple Bowl 1947 †     | Ike Armstrong (en)                  | Rainbow Warriors d'Hawaï                | P, 16–19 | -           | -           |
| 1964   | Liberty Bowl 1964         | Ray Nagel (en)                      | Mountaineers de la Virginie-Occidentale | G, 32–06 |             | 14          |
| 1992   | Copper Bowl 1992          | Ron McBride (en)                    | Cougars de Washington State             | P, 28–31 | -           | -           |
| 1993   | Freedom Bowl 1993         | Ron McBride (en)                    | Trojans de l'USC                        | P, 21–28 | -           | -           |
| 1994   | Freedom Bowl 1994         | Ron McBride (en)                    | Wildcats de l'Arizona                   | G, 16–13 | 10          | 8           |
| 1996   | Copper Bowl 1996          | Ron McBride (en)                    | Badgers du Wisconsin                    | P, 10–38 | -           | -           |
| 1999   | Las Vegas Bowl 1999       | Ron McBride (en)                    | Bulldogs de Fresno State                | G, 17–16 | -           | -           |
| 2001   | Las Vegas Bowl 2001       | Ron McBride (en)                    | Trojans de l'USC                        | G, 10–06 | -           | -           |
| 2003   | Liberty Bowl 2003         | Urban Meyer                         | Golden Eagles de Southern Miss          | G, 17–0  | 21          | 21          |
| 2004   | Fiesta Bowl 2005          | Urban Meyer & Kyle Whittingham (en) | Panthers de Pittsburgh                  | G, 35–07 | 4           | 5           |
| 2005   | Emerald Bowl 2005         | Kyle Whittingham                    | Yellow Jackets de Georgia Tech          | G, 38–10 | -           | -           |
| 2006   | Armed Forces Bowl 2006    | Kyle Whittingham                    | Golden Hurricane de Tulsa               | G, 25–13 | -           | -           |
| 2007   | Poinsettia Bowl 2007      | Kyle Whittingham                    | Midshipmen de la Navy                   | G, 35–32 | -           | -           |
| 2008   | Sugar Bowl 2009           | Kyle Whittingham                    | Crimson Tide de l'Alabama               | G, 31–17 | 2           | 4           |
| 2009   | Poinsettia Bowl 2009      | Kyle Whittingham                    | Golden Bears de la Californie           | G, 37–27 | 18          | 18          |
| 2010   | Las Vegas Bowl 2010       | Kyle Whittingham                    | Broncos de Boise State                  | P, 03–26 | -           | 23          |
| 2011   | Sun Bowl 2011             | Kyle Whittingham                    | Yellow Jackets de Georgia Tech          | G, 30–27 | -           | -           |
| 2014   | Las Vegas Bowl 2014       | Kyle Whittingham                    | Rams de Colorado State                  | G, 45–10 | 21          | 20          |
| 2015   | Las Vegas Bowl 2015       | Kyle Whittingham                    | Cougars de BYU                          | G, 35–28 | 17          | 16          |
| 2016   | Foster Farms Bowl 2016    | Kyle Whittingham                    | Hoosiers de l'Indiana                   | G, 26–24 | 23          | 21          |
| 2017   | Heart of Dallas Bowl 2017 | Kyle Whittingham                    | Mountaineers de la Virginie-Occidentale | G, 30–14 | -           | -           |
| 2018   | Holiday Bowl 2018         | Kyle Whittingham                    | Wildcats de Northwestern                | P, 20–31 | -           | -           |
| 2019   | Alamo Bowl 2019           | Kyle Whittingham                    | Longhorns du Texas                      | P, 10–38 | 16          | 16          |
| 2021   | Rose Bowl 2022            | Kyle Whittingham                    | Buckeyes d'Ohio State                   | P, 45–48 | 12          | 12          |
| 2022   | Rose Bowl 2023            | Kyle Whittingham                    | Nittany Lions de Penn State             | P, 21-35 | 10          | 11          |
| 2023   | Las Vegas Bowl 2023 (en)  | Kyle Whittingham                    | Wildcats de Northwestern                | P, 07–14 | -           | -           |

### Numéros retirés
| N° | Nom            | Poste | Saison(s) | Date du retrait |
| -- | -------------- | ----- | --------- | --------------- |
| 22 | Ty Jordan (en) | RB    | 2020      | 2021            |
| 22 | Aaron Lowe     | CB    | 2019–2021 | 2021            |

Notes
1. 1 2  Hommage à titre posthume

### Traditions

#### Chant de combat
Utah Man est le titre de la chanson de combat de l'université. L'équipe de football américain et son entraîneur Harvey Holmes (en) l'ont écrite en 1904. Elle est devenue populaire quelques années plus tard à la suite d'un match en déplacement à Colorado lorsque Thomas M. Fitzpatrick (en) l'a entendue chantée dans les tribunes par quatre étudiants de l'Utah. La chanson est chantée sur l'air de Solomon Levi, une vieille chanson folklorique. De nombreuses paroles de la chanson sont identiques aux paroles trouvées dans une chanson de la fraternité Sigma Chi.
| « I am a Utah Man, sir, and I live across the green, Our gang it is the jolliest that you have ever seen. Our coeds are the fairest and each one's a shining star, Our yell, you'll hear it ringing through the mountains near and far ! Who am I, sir, A Utah Man am I ! A Utah Man, sir, Will be 'til I die. Ki-yi ! We're up to snuff, we never bluff, we're game for any fuss. No other gang of college men dare meet us in a muss. So fill your lungs and sing it out and shout it to the sky, We'll fight for dear old crimson for a Utah Man am I ! Ki-yi ! » |

#### Mascotte

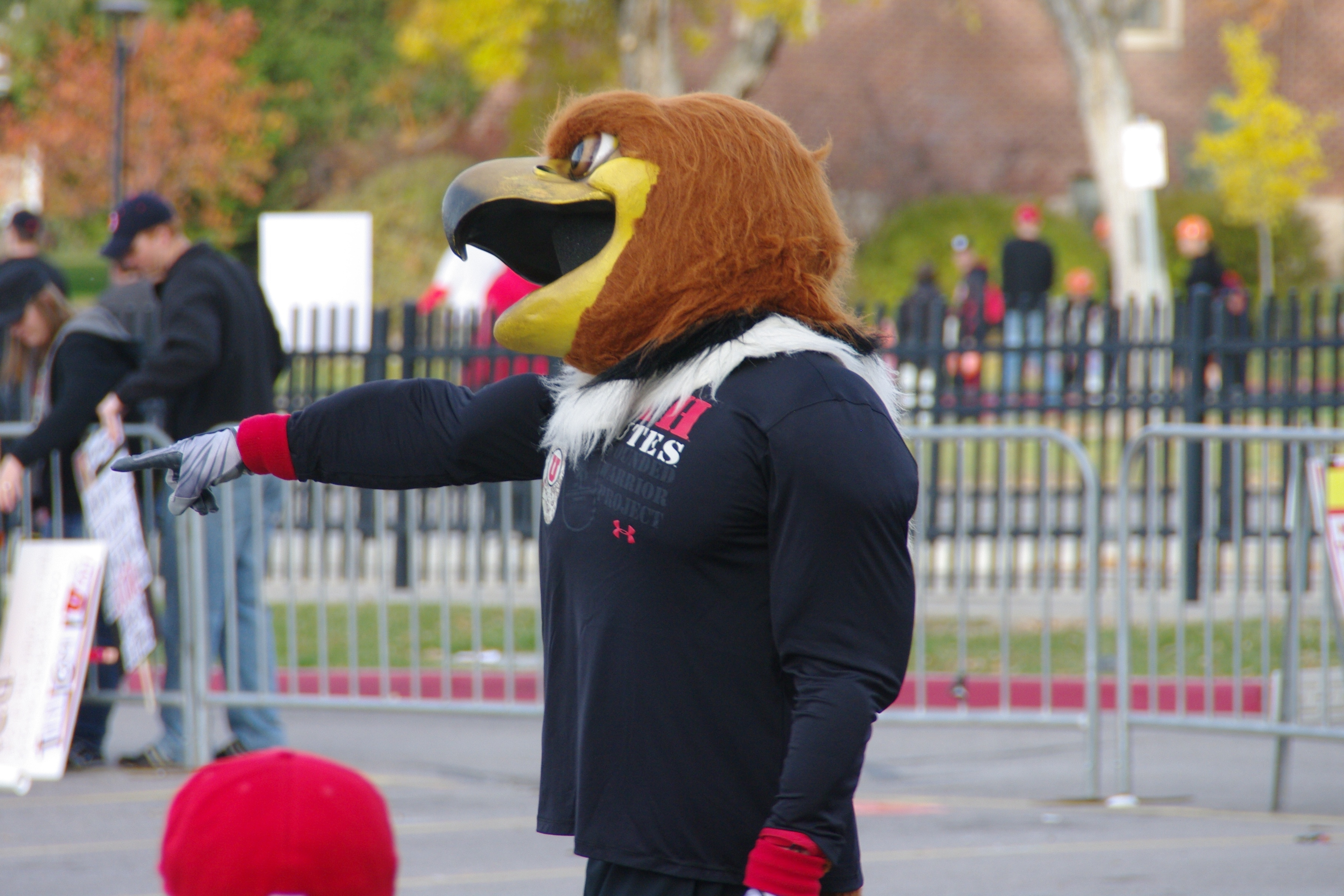
La mascote « Swoop » en 2010.

« Swoop », la mascotte officielle des équipes sportives de l'université, représente une buse à queue rousse. L'université l'a introduite  en 1996 avec le consentement du conseil tribal de la tribu Utes.
À l'origine, la mascotte de l'université était un Indien d'Amérique. Elle est néanmoins abandonnée et remplacée non officiellement par « Hoyo », un personnage de dessin animé représentant un jeune Indien. Ce dernier ne rencontre pas le succès et est également abandonné.
Au cours des années 1980, un cavalier caucasien vêtu d'un costume d'Indien et dénommé « Crimson Warrior », montait sur le terrain avant les matchs de football américain à domicile et plantait une lance dans une balle de foin. Ce guerrier était plus considéré comme un symbole de l'université qu'une mascotte.

#### Fanfare
« Pride of Utah » (fierté de l'Utah) est ne nom de la fanfare officielle de l'université de l'Utah. Elle participe à tous les matchs de football américain joués à domicile, ainsi qu'à certains joués en déplacement et lors des bowls d'après saison régulière.
À son origine, dans les années 1940, elle était un orchestre militaire et ce n'est qu'en 1948, qu'A. Ray Olpin, président de l'université de l'Utah recrute Ron Gregory (de l'université d'État de l'Ohio) pour former une fanfare universitaire. Le soutien au groupe diminue dans les années 60 et l'ASUU (association des étudiants de l'Université de l'Utah) interrompt son financement en 1969. Le groupe est relancé en 1976 après une collecte de fonds sous la direction de Gregg I. Hanson. Depuis 2011, la fanfare est sous la direction du Docteur Brian Sproul.

#### Thème des Blues Brothers
Juste avant le troisième quart temps de chaque match à domicile, la fanfare de l'Utah joue le thème des Blues Brothers (I Can't Turn You Loose d'Otis Redding) pendant qu'une fan danse devant eux. À l'origine, la chanson était jouée entre les troisième et quatrième quarts temps, mais les responsables de l'Utah ont déplacé l'évènement à la mi-temps au début de la saison 2012.
Cette tradition a été lancée par « Bubbles », un fan âgé ayant dansé avec enthousiasme sur la chanson lorsque la fanfare l'a jouée pour la première fois ce qui avait contribué à dynamiser la foule. Celle-ci a tellement apprécié la chanson et la performance de Bubbles qu'elle est rapidement devenue une tradition. Après de nombreuses années à faire sa danse, Bubbles a pris sa retraite et c'est « Crazy Lady » qui a pris le relais. « Crazy Lady » a reçu son surnom de la « Mighty Utah Student Section ». Cette section se met à chanter le thème des Blues Brothers, « Crazy Lady » commence alors à danser suivie par la fanfare.

#### Ute Thunder
Depuis 1968, le département du corps de formation des officiers de réserve de l'armée de l'Université de l'Utah utilise un canon appelé « Ute Thunder » (Tonnerre des Utes) lequel se trouve dans le stade aux abords du terrain. Quelques cadets de ce département ont été formés à son utilisation et composent l'équipage du canon. Après chaque points inscrits par Utah, le canon tire une cartouche à blanc de calibre 10. Le canon, construit en 1904, a été utilisé pour l'entraînement pendant la Première Guerre mondiale et remis à neuf en 2003, le mécanisme de mise à feu et les roues en bois ayant été réparés,.

#### 22 secondes de vacarme
Depuis le début de la saison 2021, entre le troisième et le quatrième quart temps de chaque match de football américain à domicile, les fans tentent de faire le plus de bruit possible pendant 22 secondes (22 Seconds of Loudness). Cette tradition a été lancée pour honorer Ty Jordan (en), running back de l'Utah décédé pendant l'intersaison 2020 et qui portait le No 22. Par la suite, cette tradition a aussi été utilisée pour rendre hommage à Aaron Lowe, un cornerback de l'Utah victime d'une fusillade mortelle au cours de la saison 2021. Lowe avait reçu la bourse commémorative « Ty Jordan » qu'il honorait en portant le numéro 22.

### Rivalités
| Équipe rivale         | Surnom                     | Trophée      | Bilan des Utes | Bilan des Utes | Bilan des Utes | Bilan des Utes | Bilan des Utes | Premier match | Dernier match |
| --------------------- | -------------------------- | ------------ | -------------- | -------------- | -------------- | -------------- | -------------- | ------------- | ------------- |
| Équipe rivale         | Surnom                     | Trophée      | Nb.            | V.             | D.             | N.             | %              | Premier match | Dernier match |
| Aggies d'Utah State   | Battle of the Brothers     | Beehive Boot | 112            | 79             | 29             | 4              | 70,5           | 1892          | 2015          |
| Cougars de BYU        | Holy War                   | Beehive Boot | 101¹ 095¹      | 62 59          | 35 32          | 4              | 61,4 62,1      | 1896 1922     | 2021          |
| Buffaloes du Colorado | Rumble in the Rockies (en) | -            | 070            | 35             | 32             | 3              | 50,0           | 1903          | 2023          |

Légende :
¹ Données supérieures selon Utah, données inférieures selon BYU.

#### Trophée «The Beehive Boot»
Depuis 1971, Utah, Utah State et BYU se disputent le trophée Beehive Boot lequel est décerné à l'équipe ayant le plus de victoires lors des confrontations directes. Si les équipes sont à égalité, le vainqueur est déterminé par un vote des médias de l'État. BYU a remporté le trophée à 24 reprises pour 15 à Utah et 9 à Utah State. Le trophée n'a pas été décerné en 2017, 2018, 2019 et 2020.
Le trophée représente une botte de pionnier.

#### BYU
Le terme Holy War (guerre sainte) fait référence au fait que BYU est détenue et administrée par Église de Jésus-Christ des saints des derniers jours et que l'Université de l'Utah est une université publique avec une importante population étudiante issue de la même églises.
Les deux universités ne sont pas d'accord sur le moment du début de la rivalité. L'Utah affirme que le premier match a été joué le 6 avril 1896 (victoire de Utah, 12–4 contre la Brigham Young Academy dite BYA). Le site Web sportif de BYU considère que la première rencontre date du 14 octobre 1922 (victoire de Utah, 49–0), mais pas avant,. Les six matchs joués de 1896 à 1898 se sont terminés par un partage (3 victoires par université). Utah estime ainsi que la rivalité compte 101 matchs pour 95 à BYU.

#### Utah State
La Battle of the Brothers (bataille des frères) est le nom de la rivalité entre Utah et Utah State. Les deux programmes se sont rencontrés lors du premier match de football américain de leur histoire. Ce match a lieu le 25 novembre 1892 et est remporté 12 à 0 par Utah State (alors appelé Utah Agricultural College). Les équipes se sont rencontrées chaque année entre 1944 et 2009 mais pas plus de cinq fois par la suite, Utah en ayant remporté quatre. Utah a remporté 22 des 25 derniers matchs et fin de saison 2022 aucune nouvelle rencontre n'avait été programmée pour les saisons à venir.

#### Colorado
Bien qu'elles ne se soient pas affrontées depuis près de 50 ans avant la saison 2011, les universités de l'Utah et du Colorado entretiennent une rivalité historique qui a été ravivée avec l'admission des deux équipes dans le Pac-12. Avant l'arrêt de la rivalité en 1963, les deux équipes s'étaient affrontées 57 fois depuis 1903, Colorado menant alors les statistiques (30–24–3) même si Utah avait créé la surprise en battant Colorado alors classé No 8 du pays en 1962. Les deux équipes ont discuté de la création d'un trophée pour "accélérer" le développement de la rivalité.
Depuis qu'elles ont rejoint la division Sud de la conférence Pac-12 en 2011, trois matchs ont eu des implications pour le titre de leur division : en 2011, Colorado bat l'Utah 17 à 14 ce qui empêche les Utes de jouer la finale de conférence, en 2016, Colorado bat l'Utah à Boulder 27-22 pour assurer son premier titre de division, et en 2018 Utah bat Colorado à Boulder 30–7 ce qui va permettre de remporter leur premier titre de la division Sud.

### Trophées, récompenses et accomplissements
Les années entre parenthèses indique la période passée à Utah.
- Trophées universitaires :
  - Trophée Heisman :
    - Alex Smith (2002–2004) — finaliste — sélectionné en 1er choix lors de la draft 2005 de la NFL par les 49ers de San Francisco.

  - Ray Guy Award :
    - Tom Hackett (2012–2015) — 2014 et 2015 — meilleur punter ;
    - Mitch Wishnowsky (2016–2019) — 2016 — meilleur punter.

  - Broyles Award : 
    - Norm Chow (1965–1967) —  meilleur assistant entraîneur.

- Pro Football Hall of Fame :
  - Mac Speedie (1939–1941) — wide receiver ;
  - Larry Wilson (1957–1959) — defensive back.

- Sélectionné au Pro Bowl :
  - Jack Johnson (1930–1932) — 1 sélection — offensive tackle ;
  - Roy Jefferson (1962–1964) — 3 sélections — wide receiver ;
  - Bob Trumpy (1966) — 1 sélection — tight end ;
  - Steve Odom (1971–1973) — 1 sélection — wide receiver ;
  - Luther Elliss (1991–1994) — 1 sélection — defensive tackle ;
  - Zane Beadles (2006–2008) — 1 sélection — left guard.

- Joueur All-Pro :
  - Dave Costa (1961–1962) — 4 sélections (1re équipe) — defensive tackle ;
  - Manny Fernandez (1965–1967) — 1 sélection (2e équipe) — defensive tackle ;
  - Marv Bateman (1969–1971) — 1 sélection (2e équipe) — punter ;
  - Jamal Anderson (1992–1993) — 1 sélection (1re équipe) — running back (vainqueur du Super Bowl XXXIII avec les Falcons d'Atlanta) ;
  - Steve Smith (1999–2000) — 3 sélections (1re équipe) — wide receiver ;
  - Jordan Gross (1998–2002) — 1 sélection (1re équipe) — offensive tackle ;
  - Eric Weddle (2003–2006) — 1 sélection (1re équipe) — free safety.

- Joueurs performants en NFL :
  - Norm Thompson (1969–1970) — cornerback — 9 saisons en NFL ;
  - Del "Popcorn" Rodgers (1978–1981) — running back — a remporté le Super Bowl XXIII avec les 49ers de San Francisco ;
  - Scott Mitchell (1987–1989) — quarterback—  11 saisons en NFL ;
  - Kevin Dyson (1994–1997) — wide receiver — titulaire avec les Titans du Tennessee Titans lors du Super Bowl XXXIV ;
  - Barry Sims (1995–1996) — guard — titulaire avec les Raiders d'Oakland lors du Super Bowl XXXVII ;
  - Mike Anderson (1998–1999) — meilleur rookie offensif de la NFL en 2000 ;
  - Ma'ake Kemoeatu (1998–2001) — defensive tackle  — vainqueur du Super Bowl XLVII avec les Ravens de Baltimore ;
  - Andre Dyson (1997–2000) — cornerback — 22 interceptions en NFL.

- Entraîneurs :
  - George Seifert (1959) — vainqueur des Super Bowls XXIV et XXIXen tant qu'entraîneur principal et des Super Bowls XVI, XIX et XXIII en tant qu'assistant avec les 49ers de San Francisco ;
  - Ike Armstrong — 13 titres de conférence entre 1927 et 1949 — bilan final de 141 victoires pour 55 défaites et 15 nuls.

## Basket-ball
L'équipe de basket-ball compte 29 titres de champion de conférence (2000, 2001, 2003, 2005, 2009 depuis qu'Utah évolue en MWC). Elle a disputé à quatre reprises le Final Four et a remporté le titre national en 1944.